# Yuan Gong
Pour les articles homonymes, voir Gong.
Yuan Gong (Chinois 原弓; pinyin yuán gōng) est un artiste plasticien né à Shanghai en 1961. Docteur en théorie de l’art de l’Académie Nationale des Arts depuis 2012, il s’est, dès les années 1990, impliqué dans différents aspects de l’art contemporain chinois. Artiste aux multiples facettes, Yuan Gong est à la fois créateur et chercheur, designer et organisateur. Son œuvre variée se situe à l’interface de l’art conceptuel, de la performance et des beaux arts. Utilisant une large diversité de médias artistiques, ses œuvres posent de nombreuses questions philosophiques, reflétant son intérêt pour la société chinoise en constante évolution, les conflits au sein des minorités, et remettant en question le système artistique, le format d’exposition et le statut des œuvres.

## Vie et œuvres
Yuan Gong est diplômé de l’École technique d’imprimerie de Shanghai avec une spécialisation en photogravure. Proche depuis toujours des cercles d’artistes, il a commencé sa carrière en tant que designer avant de s’engager dans la voie de l’art contemporain en développant sa propre pratique. Sa première exposition personnelle s’est tenue au Centre d’Arts de Hong Kong en 1997. Il a depuis participé à plus d’une vingtaine d’expositions en Chine et à l’international.
Il a présenté des expositions personnelles dans les espaces importants de création partout en Chine, notamment au Musée d’Art de Canton, au Centre d’Art Tianrenheyi (Hangzhou), au Zendai Contemporary Art Space (Shanghai) ou encore à la Galerie Bund18 (Shanghai).
Les expositions majeures auxquelles il a récemment[Quand ?] participé sont l’événement collatéral « Voice of the Unseen » de la 55e Biennale de Venise, l’exposition thématique du pavillon chinois de la 54eBiennale de Venise,,, le festival d’Art de Copenhague, le 6e festival d’art contemporain de Prague, la Biennale inaugurale de Pékin 798, le 4e festival de l’art et de la culture de Songzhuang et la 4e Biennale de Chengdu.
Au sein du format d’exposition « 3+X », promu par Shaheen Merali, Jin Weihong, Ai Weiwei et Shen Qibin, Yuan Gong a exposé aux côtés d’artistes tels que Jin Feng, Qiu Zhijie,  Xu Zhen, Zuoxiao Zuzhou, Xi Jianjun, les frères Gao et Zhao Zhao. Ce format met l’accent sur la liberté de création et l’indépendance des artistes en présentant les travaux de chacun dans des espaces séparés, transformant ainsi l’événement en expositions personnelles.

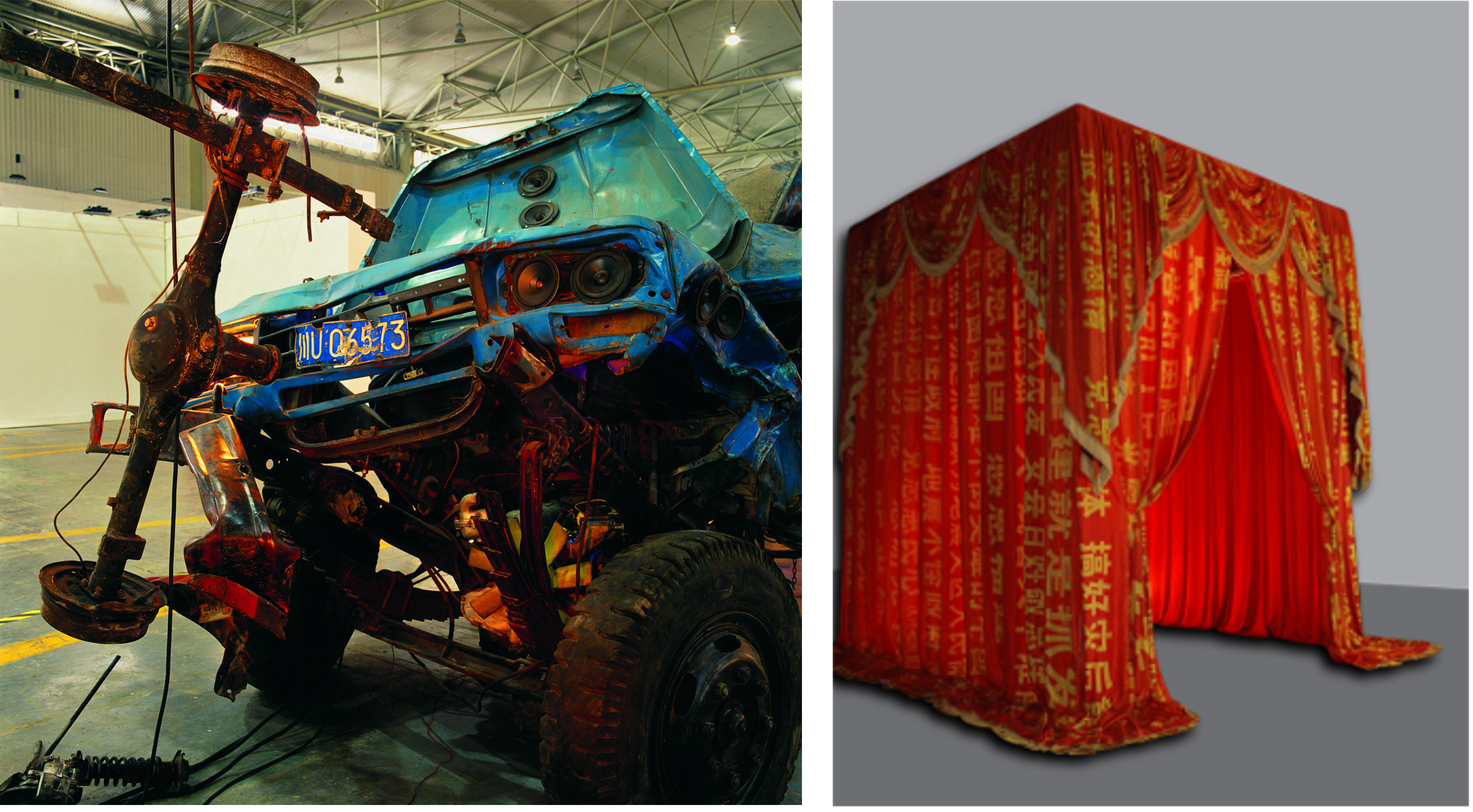
Sounding off 5.12 with Dong Feng (gauche) Red Curtains 5.12 (droite), 2008-2009. Installation.

En 2006, Yuan Gong met en place et organise en tant que curator, la « New Power China Biennale », visant à promouvoir la jeune création contemporaine chinoise. En 2007, il lance le projet « Tibet Series Art Project – Transparent Scene » en organisant des résidences d’artistes au Tibet pendant plusieurs mois et en exposant leurs productions. Après les troubles au Tibet en mars 2008 (aussi connus sous le nom de «3.14 riots»), il crée China Size, une installation-performance utilisant une mise à l’échelle 3.14 du Palais du Potala, et présentée au 4e festival d’art de Songzhuang. La même année, après le séisme du 12 mai au Sichuan, il s’engage en tant que chercheur volontaire en se rendant sur les lieux du désastre pendant un an. De cette recherche de terrain, il rassemble un riche ensemble de témoignages qu’il présente sous forme de photographies, vidéos et installations réalisées à partir d’objets collectés sur le site de la catastrophe. Il produit notamment ses œuvres les plus emblématiques et controversées, Sounding off 5.12 with Dong Feng et Red Curtains 5.12,.

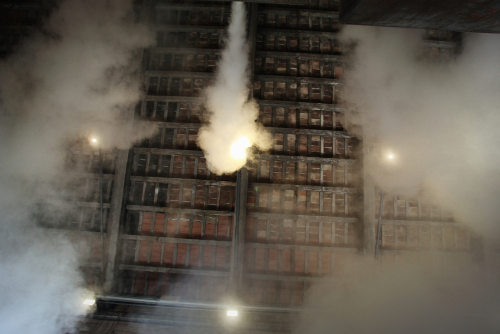
The Scented Air 6000m3, 2011. Installation, brouillard & encens tibétain. Pavilion chinois, Biennale de Venise.

En 2009, après un séjour au Département d’Archéologie de l’Université de Pékin, il est impliqué, en tant qu’artiste, dans la valorisation des fouilles archéologiques du site du temple du duc de Zhou, dans la province de Shaanxi. Rompant une fois de plus avec la pensée conventionnelle, il collecte et expose le sol extrait des fouilles et lance le Duke of Zhou Soil Collection Plan. 

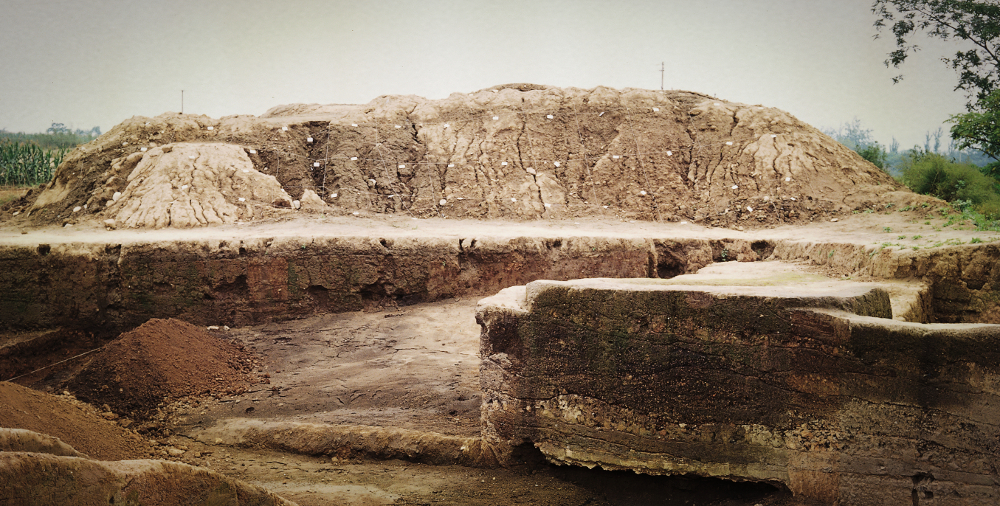
Duke of Zhou Soil Collection Plan, 2010. Photographie. Sol issu des fouilles archéologiques du site du temple du Duc de Zhou.

Depuis 2011 et la production de son œuvre the Scented Air 6000 m3 présentée au pavillon chinois de la  54eBiennale de Venise, Yuan Gong utilise le brouillard comme medium pour ses installations et performances, envahissant l’espace d’exposition ou interférant avec les gens,. Dans ses nouvelles productions, il a développé une variété d’appareils et de mécanismes produisant le brouillard artificiel envahissant les espaces publics et perturbant l’ordre établi (The Stroll, 2012; Air Strikes around the world, 2013). Le medium instable prend des formes et des significations différentes, agissant ainsi comme un nouveau langage et un moyen d’expression. 
En 2007, Yuan Gong reçoit le prix Culture China Person of the Year Award puis en 2009 celui de Artist of the Year Award par le ICS City Beat EDGE. La même année, son œuvre Sounding off 5.12 with Dong Feng est incluse dans le livre « 60 Years of New China Art Interview 1949-2009 » édité par Shao Dazhen. Ses œuvres en rapport avec le séisme de 2008 au Sichuan font aujourd’hui partie de la collection Sigg d’art contemporain chinois.

## Expositions
2014

China ARTE Brasil. Sao Paulo, Brésil
WE - The Contemporary Painting Exhibition of 8 artists. WE Gallery, Shanghai, Chine
The Armory Show focus : China. Tianrenheyi Art Center, Pier 94, New York, États-Unis
2013

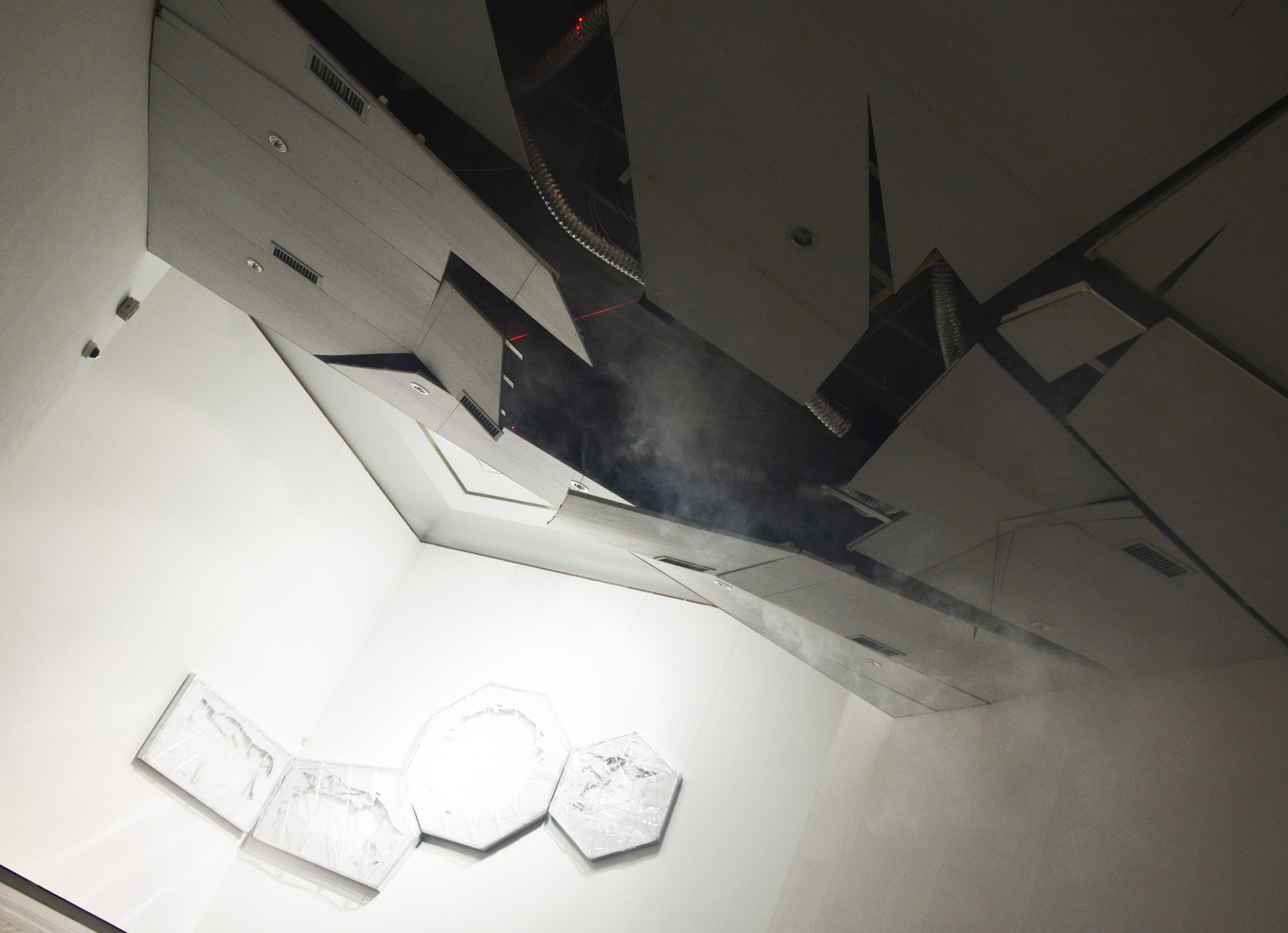
Auspicous Clouds, 2013. Installation. Exposition Mechanism, Musée d'Art de Canton.

Auspicious Clouds, 2013. Installation. Exposition Mechanism, Musée d'Art de Canton.

A New Kind of Individual - Release. Zendai Contemporary Art Space, Shanghai, Chine

Mechanism. Guangdong Museum of Art, Guangzhou, Chine

Butterflies fly once more. Bund18 Gallery, Shanghai, Chine

Untitled. Ambassade du Grand-Duché de Luxembourg, Pékin, Chine

Reappearance. Tianrenheyi Art Center, Hangzhou, Chine

Individual Growth - The Momentum of Contemporary Art. Musée des Beaux-Arts de Tianjin, Tianjin, Chine

Chinese Contemporary Art Documenta – Contemporary Art and Process of the Society. Circle Art Center, Shenzhen, Chine

Voice of the Unseen – Collateral event of the 55th Venice Biennale. Venise, Italie

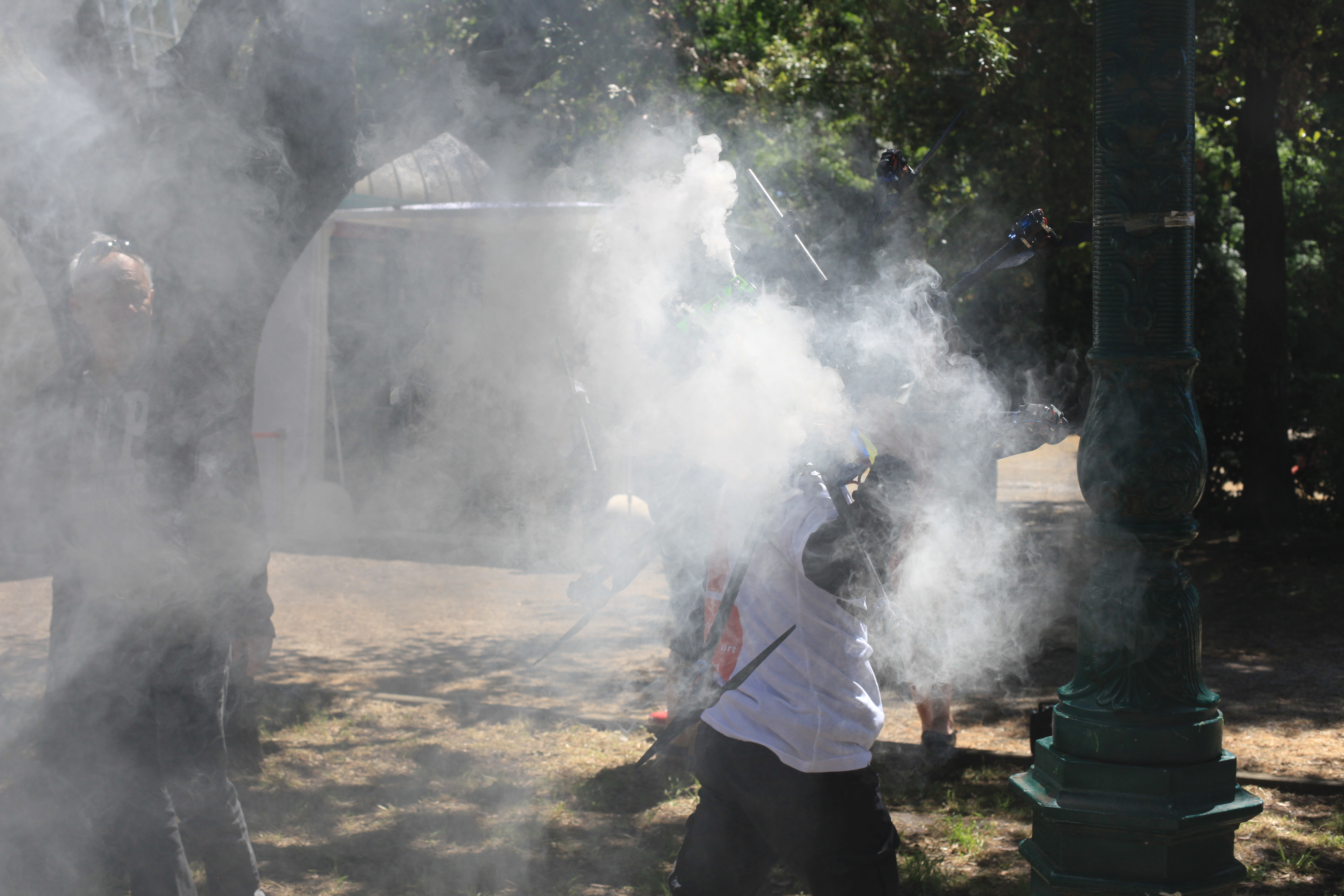
Air Strikes around the World, 2013. Biennale de Venise.

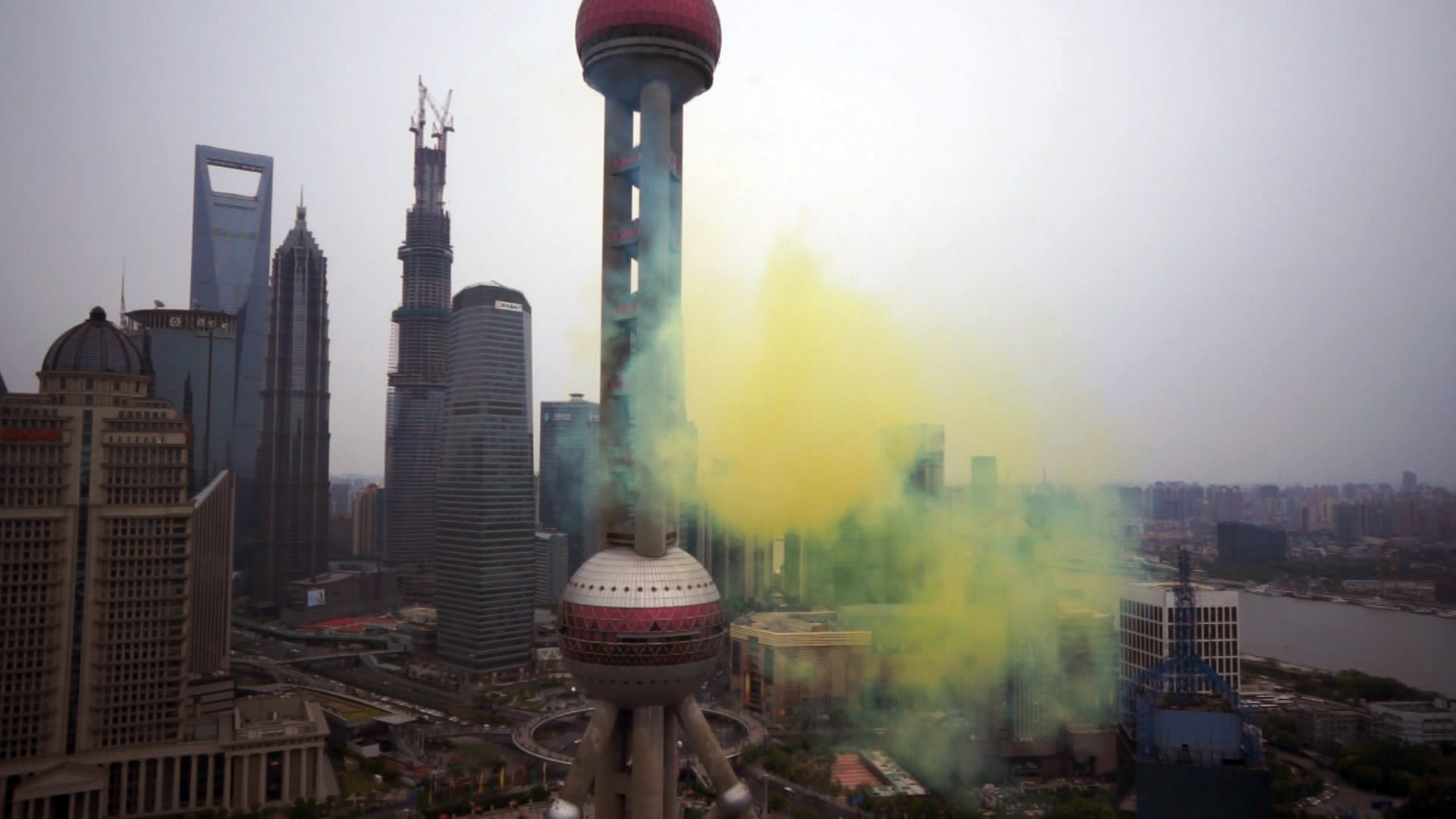
Air Strikes around the World, 2013. Tour Oriental Pearl Shanghai.

Embark! Beyond The Horizon. Hong Kong Visual Arts Centre – Oil Street Art Space, Hong Kong, Chine

Truth, Beauty, Freedom and Money. Chi K11 Art Space, Shanghai, Chine 

2012

RE-INK Invitational Exhibition of Contemporary Ink and Wash Painting 2010-2012. Today Art Museum, Pékin, Chine & Hubei Museum of Art, Wuhan, Chine

Copenhagen Art Festival. Kunstrad Museum, Copenhague, Danemark

JETLAG - Chinese Culture Year in Germany. Kunsthalle Faust, Hanovre, Allemagne

The 4th Guangzhou Triennial. Guangdong Museum of Art, Guangzhou, Chine

2011
The 4th Sino-European Cultural Dialogue. Abbaye de Neumünster, Luxembourg, Luxembourg

The 6th Prague Contemporary Art Festival – TINA B. Prague, République Tchèque

Pervasion - 54th Venice Biennale. Le Pavillon Chinois, Venise, Italie

Unexpected issues. Art Channel, Pékin, Chine

2010

3+X People And Things Around. China Art Archives and Warehouse CAAW, Pékin, Chine

The 6th Culture and Art Festival of Songzhuang - CROSSOVER 2010. China Art Archives and Warehouse CAAW, Pékin, Chine

3+X Can Be More Poetic. Shandong Center of Contemporary Art, Shandong, Chine

3+1 Monolog. Arthur M. Sackler Museum Of Art and Archaeology, Université de Pékin, Pékin, Chine

2009

Drifting Communities, 798 Biennale. 798 Art District, Pékin, Chine

Narrating China, 4th Chengdu Biennale. Chengdu, Chine 

REFLECTION– New Art Invitational. West Lake Museum of Art, Zhejiang, Chine & Wall Art Museum, Pékin, Chine

2008

Through the Wild, 4th Songzhuang Art Festival. Chine

What is Art ? 798 Art Festival. 798 Art District, Pékin, Chine

Virtual City, New Power – China Contemporary Art Biennale, Yuan Gong Art Museum, Shanghai, Chine

2007

Transparent Scene. Musée du Tibet, Lhassa, Chine

2006

New Power. Shanghai, Chine

2000

14th Asia International Watercolor Exhibition. Zhengzhou Museum, Henan, Chine

1990s The Popular Image. Shanghai Art Fair, Shanghai, Chine

1997

Yuan Gong Solo Exhibition. Hong Kong Arts Center, Hong Kong, Chine